# Automotive Products
Automotive Products (nombre comúnmente abreviado como AP) fue una compañía de componentes de la industria automotriz creada en 1920 por Edward Boughton, Willie Emmott y Denis Brock, dedicada a la importación y que vendía componentes fabricados en los Estados Unidos para dar servicio al contingente de antiguos vehículos militares que quedaron en Europa después de la Primera Guerra Mundial.

## Historia
En 1928, la compañía obtuvo una licencia para la fabricación y venta del Sistema de Frenado Hidráulico Lockheed para las islas británicas y Europa continental, y al año siguiente adquirieron una participación mayoritaria en Zephyr Carburetors Limited que tenía instalaciones en Clemens Street, Royal Leamington Spa. Se formó una empresa subsidiaria llamada Lockheed Hydraulic Brake Company Ltd, y se comenzó la fabricación de componentes de sistemas de freno.
En 1931, se creó Borg & Beck Company Limited para fabricar embragues bajo las patentes de Borg & Beck registradas en los Estados Unidos. Esto permitió a la compañía vender embragues Borg & Beck de fabricación británica en Gran Bretaña, posesiones británicas en el extranjero y el Imperio británico (excepto Canadá). El mismo año, se inauguró el primer bloque de una nueva fábrica especialmente diseñada en Tachbrook Road, que se extendió en 1970 hasta alcanzar unos 70 acres (28,3 ha).
La empresa se convirtió en el principal fabricante y proveedor de embragues y frenos del Reino Unido, y dominó el mercado hasta finales de la década de 1970. AP también desarrolló una estrecha asociación técnica con British Motor Corporation (BMC), en el desarrollo de transmisiones automáticas. Uno de los productos más notables de esta colaboración fue la exclusiva transmisión automática AP utilizada en el Mini y los modelos compactos BMC/BL posteriores. Las dos empresas poseían conjuntamente una planta en Kings Norton para producir las transmisiones y las variantes correspondientes del motor BMC A-Series para acompañarlas.
La empresa fue comprada por BBA (British Belting and Asbestos) en 1986 y vendida a un consorcio de gestión en 1995.
Con el declive de la industria automotriz en el Reino Unido y el aumento de la competencia de los fabricantes en Europa, AP vio disminuir sus ventas. La factoría de Leamington Spa se redujo gradualmente, hasta que el negocio se disolvió y su división automotriz principal se vendió en 2000 a Delphi Automotive Systems. La división de frenos, The Lockheed Hydraulic Braking Company, se vendió a una multinacional india, que suministra sistemas de frenos bajo el nombre de Caparo AP Braking. La división de frenos fue comprada por Raicam Industrie de Italia, y se trasladó a Redditch.
La empresa Caparo no tiene relación con Brembo, un competidor especializado en sistemas de freno y embragues de alto rendimiento para aplicaciones de automovilismo. Desde entonces, Brembo S.p.A. compró esta empresa, pero todavía se gestiona como una entidad independiente.

## Sistemas de embrague automatizados Manumatic y Newtowndrive
Los sistemas Manumatic y Newtondrive también se conocen como «transmisiones de dos pedales». Liberan al conductor de la necesidad de dominar la operación del embrague y la velocidad del motor junto con el cambio de marcha. Durante un tiempo, Manumatic solo se refería a un tipo más antiguo de transmisión semiautomática con un sistema de embrague automático, aunque posteriormente el término «manumatic» (transmisión manumática en español) sirvió para denominar una transmisión automática estándar con convertidor de par, con la capacidad de anular la centralita de transmisión y seleccionar engranajes «manualmente» de forma electrónica.
Manumatic
El sistema Manumatic disponía de un embrague convencional con funcionamiento centrífugo, accionado automáticamente por un servomecanismo de vacío conectado con el colector de admisión. Un interruptor en la palanca de cambios accionaba una válvula solenoide, de modo que cuando la palanca de cambios se movía, el embrague se desacoplaba. Una unidad de control realizaba ajustes del acelerador para mantener la velocidad del motor en consonancia con el disco del embrague y también variaba la velocidad de funcionamiento del embrague de acuerdo con la velocidad de circulación.
Newtondrive
El sistema Newtondrive se diferenciaba en que estaba vinculado con el control del estrangulador, y contaba con un enlace de cable desde el mecanismo de operación del embrague hasta el acelerador.
Los sistemas podían instalarse en automóviles pequeños, como el Ford Anglia.